# Куржино
Куржино — посёлок в Колпашевском районе Томской области России. Входит в состав Новосёловского сельского поселения. Население — 24 чел. (2021).

## География
Посёлок находится в северной части Колпашевского района (на самой границе с Парабельским районом), на берегу реки Куржина, на большом удалении от других населённых пунктов. Расстояние до райцентра — 120 км.

## История
Датой основания Куржинского лесопункта считается 16 октября 1954 года.
Согласно Закону Томской области Томской области от 09 сентября 2004 года № 195-ОЗ Куржино вошло в состав Дальненского сельского поселения.
Согласно Закону Томской области от 10 мая 2017 года № 37-ОЗ, посёлок из упразднённого Дальненского сельского поселения переведён в состав Новосёловского сельского поселения.

## Население
| 2002 | 2010 | 2012 | 2013 | 2014 | 2015 | 2021 |
| ---- | ---- | ---- | ---- | ---- | ---- | ---- |
| 247  | ↘168 | ↘166 | ↘158 | ↘156 | ↘146 | ↘24  |

## Инфраструктура
В посёлке работают фельдшерско-акушерский пункт, библиотека и электростанция.
Основу местной экономической жизни составляют сельское и лесное хозяйства и розничная торговля.
Выведены из эксплуатации: общеобразовательная школа, клуб, магазин, почта, столовая, детский сад, строения лесопромышленного комплекса и аэропорт.

## Транспорт
Просёлочные дороги, ранее совершались регулярные авиарейсы.